# (303) Josephina
(303) Josephina – planetoida z pasa głównego asteroid okrążająca Słońce w ciągu 5 lat i 188 dni w średniej odległości 3,12 j.a. Została odkryta 12 lutego 1891 roku w Rzymie przez Elię Millosevicha. Odkrywca nazwał tę planetoidę w hołdzie dla bliskiej sobie osoby (miał na myśli swoją żonę).